# اشترلن
شهر اشترلن (به آلمانی: Straelen) در ایالت نوردراین-وستفالن در کشور آلمان واقع شده‌است.